# Мови Римської імперії
Латинська та грецька мови були офіційними мовами Римської імперії, але інші мови мали важливе значення на регіональному рівні. Латинська мова була мовою римлян і залишалася мовою імперської адміністрації, законодавства та військових протягом усього класичного періоду. На Заході вона стала lingua franca і стала використовуватись навіть для місцевого управління, включаючи ведення судових справ. Зрештою, коли в 212 р. всі вільнонароджені мешканці Імперії були визнані громадянами, велика їх кількість не знали латині на високому рівні, хоча вони, як очікується, отримали принаймні базові знання, В ту епоху латинська мова залишається маркером «римлянства». Грецьке койне стало загальною мовою регіону Східного Середземномор'я та мовою дипломатичного спілкування на Сході, навіть за межами Імперії. Міжнародне використання грецької мови було однією з умов, які сприяли поширенню християнства, на що вказує, наприклад, написання Нового Завіту грецькою мовою у Біблії та використання її, а не латини, для вселенських соборів у Римській імперії. З розпадом Імперії на Східну і Західну Римську імперію, грецька мова стала домінуючою мовою у східній частині імперії — Візантії. Оскільки спілкування в стародавньому суспільстві було переважно усним, важко визначити, наскільки були поширені та використовувалися регіональні чи місцеві мови за римських часів. Деякі докази існують у написах або в перекладах з грецької та латини текстів на інші мови та потреба в перекладачах. У пунів, коптів, арамейців чи сирійців збереглася значна кількість епіграфії чи літератури. Кельтські мови були широко поширені на всій території Західної Європи, хоча вони не мали власної писемності і залишили мізерну кількість письмових пам'яток. Германські мови, за винятком готської, не залишили після себе написів чи текстів.
Після децентралізації політичної влади в кінці античності латинська мова розвивалася локально в західних провінціях, еволюціонувала у романські мови, включаючи іспанську, португальську, французьку, італійську та румунську. На початку ХХІ століття на романських мовах, які походять від латини, говорять понад мільярд людей. Сама латинська мова залишалася міжнародною мовою дипломатії та інтелектуальних розробок, ототожнюваних з ренесансовим гуманізмом до 17 століття, а для права та Римо-католицької церкви до сьогодення.

## Латина

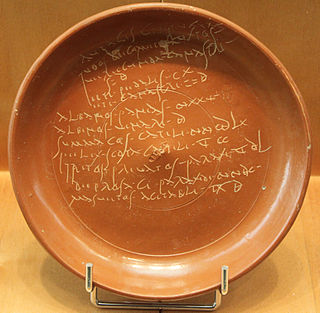
Латинський курсив на кераміці, знайденій під час розкопок у римській провінції

Латинська мова була мовою римлян з найдавнішого періоду. Вергілій, який жив за часів першого римського імператора Августа, підкреслює, що латинська мова була джерелом римської єдності та традицій. У епічному творі Вергілія «Енеїда» верховне божество Юпітер говорить, що троянці-біженці, які приїхали оселитися в Італію, будуть використовувати рідну латину як засіб об'єднання: "вони будуть тримати промову та мораль їхніх батьків … і я зроблю їх усіх латинянами з одним способом вираження "(uno ore, буквально «одними устами»). Імператори з династії Юліїв-Клавдіїв, які претендували на походження від героя Енея, заохочували до високих стандартів правильної латини (Latinitas) — лінгвістичного руху, який в сучасних термінах визначається як класична латинська мова, віддавав перевагу латині для ведення офіційної діловодства.
Латинська мова стала рідною мовою для завойованих народів тому, що місцеві жителі почали розмовляти нею, а не тому, що населення було витіснене латиномовними. Латину офіційно не нав'язували підданим. Святий Августин зауважив, що римляни вважають за краще, щоб латинську мову прийняли per pacem socialtattatis через громадську згоду. Ця мовна політика протиставляється політиці Олександра, який мав на меті нав'язати грецьку всій свїй імперії як державну мову. Володіння латиною не було вимогою для римського громадянства, і не існувало державної підтримки школи, яка привілейовувала б навчання латиною: вільне володіння було бажаним для «високої культурної, політичної, правової, соціальної та економічної цінності».
Латина була потрібна для імператорської служби та просування кар'єрною драбиною і була мовою, що використовується для роботи уряду. Едикти та офіційні повідомлення імператора були латинською мовою, але були і постанови про місцеві закони, які могли бути іншою мовою.
Римляни приділяли велике значення писаному слову, на що вказує їхня одержимість документацією та публічними написами. Імперська бюрократія була настільки залежною від написання, що вавилонський Талмуд заявив: «якби всі моря були чорнилом, усі очерети були пером, всі небесні пергаменти і всі люди — писарі, вони не змогли б написати усі докумети римського уряду». Оцінки середнього рівня грамотності в Імперії становлять від 5 до 30 відсотків або вище і частково залежно від визначення поняття «грамотність». Відсутність державного втручання у доступ до освіти була перешкодою для грамотності, оскільки освіта була доступна лише дітям із сімей, які могли платити за неї.
Свідоцтва про народження та заповіти громадян Риму мали писатися латиною до часів Александра Севера (222—235 рр.після Р, Х). Неграмотні римські піддані змусили б когось, наприклад, урядового писаря (писаря) прочитати або написати для них свої офіційні документи. Закони та постанови були викладені в письмовій формі, а також зачитувалися на міських площах.
Латинська мова була офіційною мовою римської армії до середини VI століття і залишалася найпоширенішою мовою у війську навіть Східної імперії до 630-х років. В той же час, лише два єпископи, як відомо, розмовляли латиною на Вселенських соборах, що проходили під час правління Феодосія II.

## Грецька мова

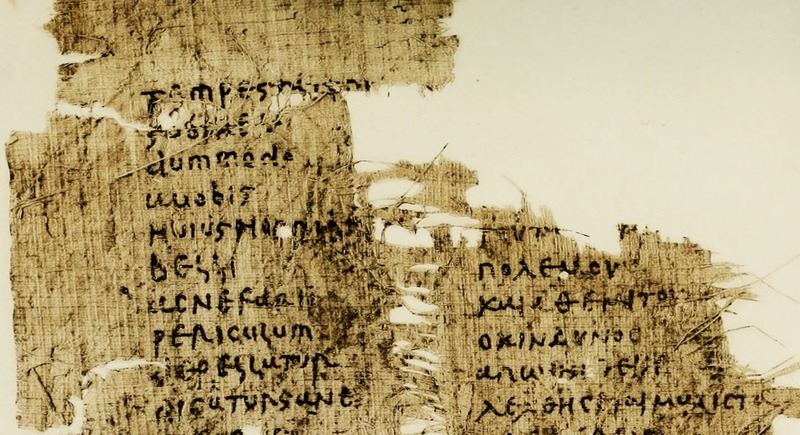
Папірус 5 століття, що показує паралельний латино-грецький текст промови Цицерона

Грецька койне стала лінгва франка східного Середземномор'я та Малої Азії після завоювань Олександра Великого. В кінці античності грекомовна більшість проживала на Балканському півострові та островах, великих містах Сходу, Західної Анатолії та деяких прибережних районах. Грецька мова продовжувалась розвиватися як мова Східної Римської імперії та перетворилася на самобутню середньовічну грецьку мову, яка породила сучасну грецьку мову.
Імператор Клавдій намагався обмежити вживання грецької мови та при нагоді відкликав громадянство тих, кому не вистачало знання однієї латини. Однак, навіть звертаючись до римського сенату, він демонстрував свою двомовность, як і у спілкуванні з грекомовними послами. Светоній цитує його посилання на «дві наші мови», а введення посад двох імператорських секретарів, одного для грецької та однієї латинської, датується його правлінням.
Повсякденне взаємопроникнення двох мов проявляється у вигляді двомовних написів, які іноді навіть переходять на суржик з грецької та латини. Наприклад, епітафія грекомовного солдата може бути написана в основному грецькою мовою, а його звання та підрозділи в римській армії виражені латиною.
У Східній імперії закони та офіційні документи регулярно перекладалися на грецьку мову з латинської. Обидві мови активно використовувались урядовими чиновниками та Церквою протягом V століття. З 6 століття грецька культура вивчалася на Заході майже винятково за допомогою латинського перекладу. Латинські запозичені слова з'являються вільно в грецьких текстах на технічні теми з пізньої античності та візантійського періоду.

## Регіональні мови

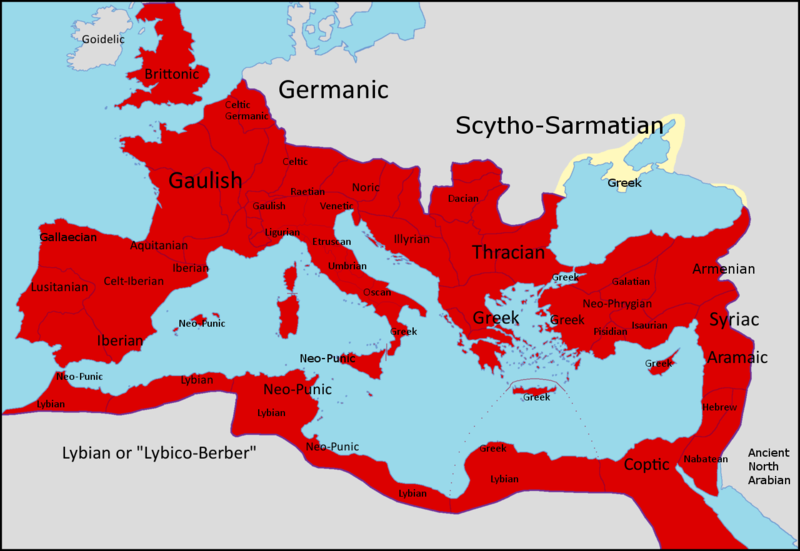
Карта, що демонстує поширення регіональних мов у межах Римської імперії станом на приблизно 150 р. н. е.

Панування латинської та грецької мов серед письменної еліти могли затьмарити спадкоємність розмовних мов, оскільки всі культури в межах Римської імперії переважно не мали писемної традиції. Сирійська, коптська, іврит та арамейська мови в регіонах свого поширення співіснували з грецькою.

### Арамейська та сирійська
Арамейська мова була основною мовою Сирії та Месопотамії. Сирійською користовувалися навколо Антіохії, одного з трьох найбільших міст Імперії, зокрема і для християн. Сирійська література відома з другого століття і поширювалася від християнської громади в Едесі. Рання сирійська література випускалася в значній мірі грецьким інтелектуальним середовищем до IV століття, але була характерною тим, що використовувала багатий символізм і акцент на віршованих формах, вплинула на грецьких письменників, таких як Євсевій, Василій і Теодорет. Серед найдавніших сирійських літераторів був Діатесарон Татьян і невідомі автори, як зробили переклади розділів з Біблії.
Плідний сирійський учений Бардесанес знав грецьку мову і послав сина на навчання в Афіни, але вирішив писати своєю етнічною мовою. Окрім сирійських гомілій та трактатів, Бардесанес написав 150 гімнів. Інша сирійська література того часу включала християнські трактати, діалоги та апокрифи. Деяка сирійська література мала гностичні елементи, а також грала роль у поширенні маніхейства. Починаючи з V століття, вона включала монофізитські та несторіанські писання. Твори сирійського письменника Єфрема були перекладені грецькою мовою.
Солдати з Пальміри навіть використовували свій діалект арамейської мови для написів, як яскравий виняток із правила, що латинська мова є мовою військових.

### Коптська

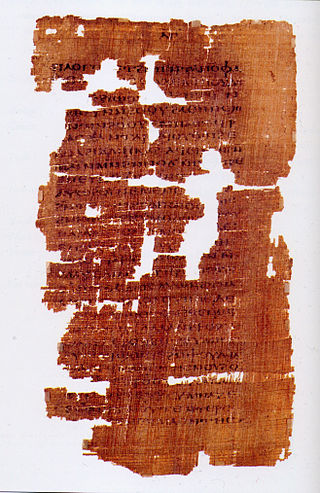
Перша сторінка Євангелія від Юди в Коптському кодексі (3–4 століття н. е.)

Коптська — це сучасний термін для означення форми давньоєгипетської мови, що розвинувся в кінці античності. Писемна коптська мова, як літературна мова, є результатом свідомого прагнення освіченого класу Єгипту відновити свою культурну спадщину.
У IV столітті н.е коптське письмо — засноване на грецькому алфавіті з додатковими символами єгипетської демотики для відображення єгипетської фонології — зустрічається в документах в декількох діалектах. У цей час коптська мова стала цілком літературною, включала основні переклади грецьких писань, богослужбових текстів та патристичних творів. З 4 по 7 століття оригінальні твори, включаючи гомілії, життя святих, монастирські правила, листи та заклики, були складені на коптській мові, головним чином на сахідському діалекті. Письмова коптська використовувалася для повсякденних цілей, таких як бухгалтерія та операції з нерухомістю, а також для поезії. До 640-х років, коли Єгипет потрапив під арабське правління, християни, що говорять коптською, становили більшість населення. Наприкінці VII століття юридичні тексти все ще пишуться коптською мовою: в одному прикладі двомовний греко-арабський протокол із посиланням на Мухаммеда передує документу, повністю коптському, який посилається на Трійцю.

### Кельтські мови
До кельтських мов початку імперського періоду належать гальська мова, якою розмовляють у Галлії (нинішня Франція, Бельгія, Швейцарія та північна Італія); кельтберійська — в частинах Іспанії (Іспанія та Португалія); бритська в Британії (Римська Британія) та галатська, яка представляла гілку кельтських мов, що були принесені в Анатолію галльськими навалами 3 століття до н. е. Частовживані гальські слова записуються латинською мовою ще в часи Еннія (бл. 239—169 рр. До н. Е.), завдяки наявності на італійському півострові кельтських поселень. До пізньої античності деякі гальські слова стали настільки латинізовані, що їх походження вже не було визнане чужоземним.

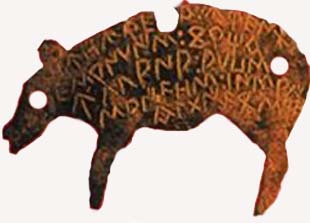
Кельтберійський напис на знаку гостинності з республіканського періоду

Кельтберійська задокументована як письмова мова лише після контакту з римлянами у ІІ столітті до н. е. З 103 кельтберійських написів тридцять — це жетони гостинності (tesserae hospitales), двадцять з яких мають форму тварин. Писемна традиція кельтберійців припиняється рано, за правління Августа, якщо не раніше
Кілька посилань на гальську мову за часів пізньої античності можуть свідчити про те, що на ній продовжували говорити. Іриней, єпископ Лугдунуму (нинішній Ліон) з 177 року нашої ери, скаржиться, що йому доводиться спілкуватися зі своїми парафіянами на їхній «варварській мові», ймовірно, гальській. Юрист Ульпіан (170—228) згадує про необхідність визнання гальських словесних договорів. Геронім (331—420), який отримував знання з перших рук, зауважує, що галльські Тревери розмовляють мовою, «більш-менш такою ж», як і у галатів. Збірка фармакологічних рецептів Марцелла з Бордо (кінець 4-го чи початку V-го століття) містить декілька галійських слів, головним чином назви рослин, і, схоже, вказує на те, що мова залишалась у вжитку хоча б для деяких цілей, таких як традиційна медицина та магія. Сульпіцій Север (363—425), також з гальської Аквітанії, відзначає гальсько-латинську двомовність, для таких людей рідною мовою є гальська. Інші згадки про людей, які говорять «по-галльськи» або подібні, можуть посилатися на розмову латиною з регіональним галійським акцентом. Значна частина наукових студій з мовної лінгвістики постулює про те, що у Франції все ще говорили гальською аж до кінця VI століття. [93] Незважаючи на значну романізацію місцевої матеріальної культури, гальська мова збереглася та співіснувала з розмовною латиною протягом століть існування Римської Галії.

### Германські мови
Не зафіксовано майже жодних писемних пам'яток германських мов, якими розмовляли в імперії, за винятком готської. Готською цитується елегічний куплет з латинської антології, а значніші частини Євангелій були перекладені на готську та збереглися у «Кодексі Аргентія» 6 століття. Латинська мова здобула деякі німецькі запозичені слова, але більшість мовних впливів перебігали в інший спосіб.
Двомовність, тобто блискуче знання германської мови та латині було особливо важливим у військовій службі для офіцерів, які командували підрозділами, призваними з німецькомовних районів. Тацит зауважує, що Арміній, офіцер, який згодом провів успішний заколот проти римлян, був двомовним. Імператор Юліан використовував двомовного німецького військового трибуна як шпигуна. Офіцери та секретарі, які зберігали записи, збережені в табличках Віндоланда, були батавійцями, але їх латинська мова була бездоганною; проте солдати їх частин, можливо, зберегли свою германську вимову. Рідше латиномовні офіцери вивчали німецьку мову завдяки своїй службі та виступали в ролі перекладачів. Вивчення германської мови могло розглядатися як сумнівне досягнення, що викликає тривоги співчуття до «варварства».

## Библіографія

### Книжні видання

#### Монографії
- Adams, J.N. Bilingualism and the Latin Language. Cambridge University Press, 2003.
- Anderson, Graham The Second Sophistic: A Cultural Phenomenon in the Roman Empire. Routledge, 1993.
- Ando, Clifford. Imperial Ideology and Provincial Loyalty in the Roman Empire. University of California Press, 2000.
- Clackson, James; Horrocks, Geoffrey. The Blackwell History of the Latin Language. Blackwell, 2007, 2011.
- Goodman, Martin Welsh. Mission and Conversion: Proselytizing in the Religious History of the Roman Empire. Oxford University Press, 1994.
- Herman, József. Vulgar Latin. Translated by Roger Wright, based on the original 1975 publication in French. Pennsylvania State University Press, 2000.
- Millar, Fergus. A Greek Roman Empire: Power and Belief under Theodosius II (408—450). University of California Press, 2006.
- Mullen, Alex. Southern Gaul and the Mediterranean: Multilingualism and Multiple Identities in the Iron Age and Roman Periods. Cambridge University Press, 2013.
- Treadgold, Warren. A History of the Byzantine State and Society. Stanford University Press, 1997.
- Apologetics in the Roman Empire: Pagans, Jews, and Christians. Edited by Mark Edwards, Martin Goodman, and Simon Price, with Christopher Rowland. Oxford University Press, 1999.
- A Companion to the Latin Language. Edited by James Clackson. Blackwell, 2011.
- Multilingualism in the Graeco-Roman Worlds. Edited by Alex Mullen. Cambridge University Press, 2012.

#### Статті
- Adams, J.N. «Romanitas and the Latin Language.» Classical Quarterly 53.1 (2003) 184—205.
- MacMullen, Ramsey. «Provincial Languages in the Roman Empire.» American Journal of Philology 87.1 (1966) 1–17.
- Millar, Fergus. «Local Cultures in the Roman Empire: Libyan, Punic and Latin in Roman Africa.» Journal of Roman Studies 58 (1968) 126—134.
- Moatti, Claudia. «Translation, Migration, and Communication in the Roman Empire: Three Aspects of Movement in History.» Classical Antiquity 25.1 (2006) 109—140.
- Rance, Philip. «The De Militari Scientia or Müller Fragment as a Philological Resource. Latin in the East Roman Army and Two New Loanwords in Greek: palmarium and *recala.» Glotta 86 (2010) 63–92.